# (4799) Hirasawa
(4799) Hirasawa ist ein Asteroid des Hauptgürtels, der am 8. Oktober 1989 von den japanischen Astronomen Yoshikane Mizuno und Toshimasa Furuta am Observatorium in Kani entdeckt wurde.
Benannt wurde er zu Ehren des japanischen Amateurastronomen Yasuo Hirasawa (* 1927).